# Maren Partzsch
Maren Partzsch (* 1959 in Stade) ist Übersetzerin und Buchautorin.
Partzsch studierte Neuere deutsche Literaturwissenschaften. Seit mehreren Jahren übersetzt sie vorwiegend französische und auch englische Bücher ins Deutsche für Verlage wie NordSüd, Terzio und Gabriel Verlag. Partzsch ist verheiratet und hat vier Kinder. Sie hat einige Jahre in Frankreich gelebt.

## Übersetzungen (Auswahl)
- 2000: Die unglaublichen Abenteuer des George Bouton., Gerard Moncomble und Maren Partzsch, Heinrich Ellermann Verlag, ISBN 978-3-7707-3115-2
- 2005: Nichts für Hasenherzen, Mikaël Ollivier, Baumhaus Verlag
- 2005: Liebe auf Socken, Gudule, Baumhaus Verlag
- 2005: Zu Tisch, Herr Präsident!, Yann Menns und Maren Partzsch, Baumhaus Verlag, ISBN 978-3-8339-6701-6
- 2005: Fingerspitzen, Hanno und Maren Partzsch, Altberliner Verlag, ISBN 978-3-86637-726-4
- 2006: Schnellermama und Späterpapa, Gerard Moncomble und Maren Partzsch, NordSüd Verlag, ISBN 978-3-314-01489-5
- 2006: Total verrückt, Jean-Paul Noziere, Altberliner Verlag
- 2006: Meine lieben Nachbarn, Gerard Moncomble, Altberliner Verlag
- 2007: Blutsbrüder, Mikaël Ollivier, Terzio Verlag
- 2007: E-Den, Mikaël Ollivier und Raymond Clarinard, Terzio Verlag
- 2008: Drei & achtzig Gigabyte, Christian Grenier, Terzio Verlag
- 2008: kaltgestellt – Kontrolle wider Willen, Johan Heliot, Terzio Verlag
- 2016: Typisch Mädchen?, Élisabeth Brami, Gabriel Verlag, ISBN 978-3-522-30431-3
- 2016: Typisch Jungs?, Élisabeth Brami, Gabriel Verlag, ISBN 978-3-522-30429-0

## Werke (Auswahl)
- 2011: Wie im Bauerngarten: Gestalten, anbauen, ernten und genießen, 2. Auflage, Dort Hagenhausen Verlag, ISBN 978-3-9813104-9-8
- 2013: Unser Wald: In der Natur unterwegs Dort Hagenhausen Verlag, ISBN 978-3-86362-012-7